# (1909) Alekhin
(1909) Alekhin (1972 RW2) – planetoida z pasa głównego asteroid okrążająca Słońce w ciągu 3,78 lat w średniej odległości 2,42 j.a. Odkryta 4 września 1972 roku.
Planetoida została nazwana na cześć Aleksandra Alechina, mistrza świata w szachach w latach 1927–1935 i 1937–1946.